# Премия «Ника» «Открытие года»
Премия «Ника» в номинации «Открытие года» вручается ежегодно Российской Академией кинематографических искусств, начиная с 15-й церемонии в 2002 году. На премию выдвигаются как начинающие кинематографисты, так и известные фигуры, проявившие себя в новом амплуа.

## Список лауреатов и номинантов
• Лауреаты выделены отдельным цветом. 

### 2002—2010
| Церемония   | Фото лауреата                               | Имя (работа)                         | Фильм                                | Фильм                     |
| ----------- | ------------------------------------------- | ------------------------------------ | ------------------------------------ | ------------------------- |
| 15-я (2002) |                                             | • Владислав Галкин                   | «В августе 44-го…»                   | «В августе 44-го…»        |
| 15-я (2002) | • Наталья Гугуева                           | «Форсаж» (док.)                      | «Форсаж» (док.)                      |                           |
| 15-я (2002) | • Александр Котт                            | «Ехали два шофёра»                   | «Ехали два шофёра»                   |                           |
| 16-я (2003) |                                             | • Игорь Петренко (мужская роль)      | «Звезда»                             |                           |
| 16-я (2003) | • Филипп Янковский (режиссёр)               | «В движении»                         |                                      |                           |
| 16-я (2003) | • Вера Сторожева (режиссёр)                 | «Небо. Самолёт. Девушка»             |                                      |                           |
| 17-я (2004) |                                             | • Алексей Герман мл. (режиссёр)      | «Последний поезд»                    | «Последний поезд»         |
| 17-я (2004) | • Андрей Звягинцев                          | «Возвращение»                        | «Возвращение»                        |                           |
| 17-я (2004) | • Геннадий Сидоров                          | «Старухи»                            | «Старухи»                            |                           |
| 18-я (2005) |                                             | • Алёна Бабенко (женская роль)       | «Водитель для Веры»                  | «Водитель для Веры»       |
| 18-я (2005) | • Полина Агуреева                           | «Долгое прощание»                    | «Долгое прощание»                    |                           |
| 18-я (2005) | • Марина Разбежкина                         | «Время жатвы»                        | «Время жатвы»                        |                           |
| 18-я (2005) | • Даниил Спиваковский                       | «Мой сводный брат Франкенштейн»      | «Мой сводный брат Франкенштейн»      |                           |
| 19-я (2006) |                                             | • Андрей Кравчук (режиссёр)          | «Итальянец»                          | «Итальянец»               |
| 19-я (2006) | • Фёдор Бондарчук (режиссёр)                | «9 рота»                             | «9 рота»                             |                           |
| 19-я (2006) | • Павел Санаев (режиссёр)                   | «Последний уик-энд»                  | «Последний уик-энд»                  |                           |
| 20-я (2007) |                                             | • Иван Вырыпаев (режиссёр)           | «Эйфория»                            | «Эйфория»                 |
| 20-я (2007) | • Оксана Бычкова (режиссёр)                 | «Питер FM»                           | «Питер FM»                           |                           |
| 20-я (2007) | • Юрий Чурсин (мужская роль)                | «Изображая жертву»                   | «Изображая жертву»                   |                           |
| 21-я (2008) |                                             | • Сергей Пускепалис (мужская роль)   | «Простые вещи»                       | «Простые вещи»            |
| 21-я (2008) | • Зоя Кайдановская (женская роль)           | «Ничего личного»                     | «Ничего личного»                     |                           |
| 21-я (2008) | • Александр Миндадзе (режиссёр)             | «Отрыв»                              | «Отрыв»                              |                           |
| 22-я (2009) |                                             | • Валерия Гай Германика (режиссёр)   | «Все умрут, а я останусь»            | «Все умрут, а я останусь» |
| 22-я (2009) | • Бакур Бакурадзе (режиссёр)                | «Шультес»                            | «Шультес»                            |                           |
| 22-я (2009) | • Константин Меладзе (музыкальный продюсер) | «Стиляги»                            | «Стиляги»                            |                           |
| 23-я (2010) |                                             | • Павел Бардин (режиссёр)            | «Россия 88»                          | «Россия 88»               |
| 23-я (2010) | • Егор Павлов (мужская роль)                | «Петя по дороге в Царствие Небесное» | «Петя по дороге в Царствие Небесное» |                           |
| 23-я (2010) | • Василий Си́гарев (режиссёр)                | «Волчок»                             | «Волчок»                             |                           |

### 2011—2020
| Церемония   | Фото лауреата                                       | Имя (работа)                                    | Фильм                                              |
| ----------- | --------------------------------------------------- | ----------------------------------------------- | -------------------------------------------------- |
| 24-я (2011) |                                                     | • Дмитрий Мамулия (режиссёр)                    | «Другое небо»                                      |
| 24-я (2011) | • Андрей Карасёв (композитор)                       | «Овсянки»                                       |                                                    |
| 24-я (2011) | • Алексей Копашов (мужская роль)                    | «Брестская крепость»                            |                                                    |
| 25-я (2012) |                                                     | • Дмитрий Астрахан (мужская роль второго плана) | «Высоцкий. Спасибо, что живой»                     |
| 25-я (2012) | • Михаил Процько (мужская роль)                     | «Сибирь. Монамур»                               |                                                    |
| 25-я (2012) | • Константин Буслов (режиссёр)                      | «Бабло»                                         |                                                    |
| 25-я (2012) | • Ангелина Никонова (режиссёр)                      | «Портрет в сумерках»                            |                                                    |
| 26-я (2013) |                                                     | • Алексей Андрианов (режиссёр)                  | «Шпион»                                            |
| 26-я (2013) | • Федот Львов (мужская роль второго плана)          | «Орда»                                          |                                                    |
| 26-я (2013) | • Владимир Свирский (мужская роль)                  | «В тумане»                                      |                                                    |
| 27-я (2014) |                                                     | • Жора Крыжовников (режиссёр)                   | «Горько!»                                          |
| 27-я (2014) | • Наталья Меркулова и Алексей Чупов (режиссёры)     | «Интимные места»                                |                                                    |
| 27-я (2014) | • Анфиса Черных (женская роль второго плана)        | «Географ глобус пропил»                         |                                                    |
| 28-я (2015) |                                                     | • Иван Твердовский (режиссёр)                   | «Класс коррекции»                                  |
| 28-я (2015) | • Наталия Мещанинова, Любовь Мульменко (сценаристы) | «Комбинат „Надежда“»                            |                                                    |
| 28-я (2015) | • Северия Янушаускайте (женская роль)               | «Звезда»                                        |                                                    |
| 29-я (2016) | [[Файл:\|255px]]                                    | • Иван Колесников (мужская роль)                | «Конец прекрасной эпохи»                           |
| 29-я (2016) | [[Файл:\|255px]]                                    | • Наталья Кудряшова (режиссёр)                  | «Пионеры-герои»                                    |
| 29-я (2016) | [[Файл:\|255px]]                                    | • Элла Манжеева (режиссёр, сценарист)           | «Чайки»                                            |
| 30-я (2017) |                                                     | • Алексей Красовский (режиссёр, сценарист)      | «Коллектор»                                        |
| 30-я (2017) | • Эдуард Бордуков (режиссёр)                        | «Коробка»                                       |                                                    |
| 30-я (2017) | • Пётр Скворцов (мужская роль)                      | «Ученик»                                        |                                                    |
| 31-я (2018) |                                                     | • Александр Хант (режиссёр)                     | «Как Витька Чеснок вёз Лёху Штыря в дом инвалидов» |
| 31-я (2018) | • Кантемир Балагов (режиссёр)                       | «Теснота»                                       |                                                    |
| 31-я (2018) | • Кирилл Плетнёв (режиссёр, сценарист)              | «Жги!»                                          |                                                    |
| 32-я (2019) |                                                     | • Рома Зверь (мужская роль)                     | «Лето»                                             |
| 32-я (2019) | • Александр Горчилин (режиссёр)                     | «Кислота»                                       |                                                    |
| 32-я (2019) | • Марта Козлова (женская роль)                      | «Война Анны»                                    |                                                    |
| 33-я (2020) |                                                     | • Александр Золотухин (сценарист)               | «Мальчик русский»                                  |
| 33-я (2020) | • Борис Акопов (режиссёр, сценарист)                | «Бык»                                           |                                                    |
| 33-я (2020) | • Евгения Образцова (женская роль)                  | «Француз»                                       |                                                    |